# Liguny
Liguny (lit. Ligūnai) – wieś na Litwie, w okręgu uciańskim, w rejonie ignalińskim, w starostwie Kozaczyzna.
Dawniej kolonia, wieś, zaścianek i folwark.

## Historia
W czasach zaborów wieś leżała w granicach Imperium Rosyjskiego.
W dwudziestoleciu międzywojennym miejscowości leżały w Polsce, w województwie nowogródzkim (od 1926 w województwie wileńskim), w powiecie brasławskim (od 1926 w powiecie święciańskim), w gminie Dukszty.
Według Powszechnego Spisu Ludności z 1921 roku zamieszkiwało:
- folwark – 10 osób, wszystkie były wyznania rzymskokatolickiego i zadeklarowały litewską przynależność narodową. Był tu 1 budynek mieszkalny[3]. W 1931 zamieszkiwało tu 39 osób w 7 budynkach[4].
- wieś – 166 osób, wszystkie były wyznania rzymskokatolickiego. Jednocześnie 9 mieszkańców zadeklarowało polską przynależność narodową a 157 litewską. Było tu 35 budynków mieszkalnych[3]. W 1931 zamieszkiwało tu 146 osób w 29 budynkach[4].

Wykaz z 1938 wymienia jeszcze kolonię Liguny, gdzie w 4 domach zamieszkiwało 29 osób i zaścianek Liguny – 3 domy i 19 mieszkańców.
Miejscowości należały do parafii rzymskokatolickiej w Duksztach. Podlegała pod Sąd Grodzki w Święcianach i Okręgowy w Wilnie; właściwy urząd pocztowy mieścił się w m. Duksztach.